# Canton du Val-d'Ajol
Le canton du Val-d'Ajol est une circonscription électorale française située dans le département des Vosges et la région Grand Est.

## Histoire
Un nouveau découpage territorial des Vosges (département) est entré en vigueur à l'occasion des élections départementales des 22 et 29 mars 2015. Les conseillers départementaux sont, à compter de ces élections, élus au scrutin majoritaire binominal mixte. Les électeurs de chaque canton élisent au Conseil départemental, nouvelle appellation du Conseil général, deux membres de sexe différent, qui se présentent en binôme de candidats. Les conseillers départementaux sont élus pour 6 ans au scrutin binominal majoritaire à deux tours, l'accès au second tour nécessitant 12,5 % des inscrits au 1er tour. En outre la totalité des conseillers départementaux est renouvelée. Ce nouveau mode de scrutin nécessite un redécoupage des cantons dont le nombre est divisé par deux avec arrondi à l'unité impaire supérieure si ce nombre n'est pas entier impair, assorti de conditions de seuils minimaux. Dans les Vosges, le nombre de cantons passe ainsi de 31 à 17.
Le canton du Val-d'Ajol est créé par ce décret. Il est formé des communes des anciens cantons de Bains-les-Bains (11 communes), de Plombières-les-Bains (4 communes) et de Xertigny (8 communes). Il est entièrement inclus dans l'arrondissement d'Épinal. Le bureau centralisateur est situé au Val-d'Ajol.

## Représentation
| Période élective | Période élective | Mandat | Mandat   | Identité         | Nuance | Nuance | Qualité |
| ---------------- | ---------------- | ------ | -------- | ---------------- | ------ | ------ | --- |
| 2015             | 2021             | 2015   | 2021     | Philippe Faivre  |        | DVD    | Notaire Conseiller général du canton de Plombières-les-Bains (1992-2015) Maire du Val-d'Ajol (1983-2008) Vice-Président, délégué à l’Administration, aux Finances et au SDIS 88 |
| 2015             | 2021             | 2015   | 2021     | Véronique Marcot |        | DVD    | Ancienne directrice d’agence dans la micro-informatique Maire de Xertigny (depuis 2001)                                                                                         |
| 2021             | 2028             | 2021   | en cours | Véronique Marcot |        | DVD    | Conseillère sortante, 7ème Vice-Présidente, déléguée aux Routes et au Patrimoine                                                                                                |
| 2021             | 2028             | 2021   | en cours | Thomas Vincent   |        | DVD    | Cadre dans une entreprise de construction, Premier adjoint puis maire du Val-d'Ajol (depuis 2023)                                                                               |

### Résultats détaillés

#### Élections de mars 2015
Lors des élections départementales de 2015, le binôme composé de Philippe Faivre et Véronique Marcot (DVD) est élu au premier tour avec 63,36 % des suffrages exprimés, devant le binôme composé de Karine Gantois et Sébastien Humbert (FN) (36,64 %). Le taux de participation est de 55,89 % (9 326 votants sur 16 685 inscrits) contre 52,67 % au niveau départemental et 50,17 % au niveau national.

#### Élections de juin 2021
Le premier tour des élections départementales de 2021 est marqué par un très faible taux de participation (33,26 % au niveau national). Dans le canton du Val-d'Ajol, ce taux de participation est de 36,17 % (5 826 votants sur 16 108 inscrits) contre 33,12 % au niveau départemental. À l'issue de ce premier tour, deux binômes sont en ballottage : Véronique Marcot et Thomas Vincent (DVD, 64,51 %) et Delphine Claudic et Sébastien Humbert (RN, 26,45 %).
Le second tour des élections est marqué une nouvelle fois par une abstention massive équivalente au premier tour. Les taux de participation sont de 34,36 % au niveau national, 33,77 % dans le département et 35,62 % dans le canton du Val-d'Ajol. Véronique Marcot et Thomas Vincent (DVD) sont élus avec 72,83 % des suffrages exprimés (3 870 voix pour 5 738 votants et 16 109 inscrits),,.

## Composition
Lors du redécoupage de 2014, le canton du Val-d'Ajol comprenait vingt-trois communes entières.
À la suite de la création de la commune nouvelle de La Vôge-les-Bains au 1er janvier 2017, le canton comprend désormais vingt-et-une communes entières.
| Nom                                   | Code Insee | Intercommunalité                       | Superficie (km2) | Population (dernière pop. légale) | Densité (hab./km2) | Modifier                                    |
| ------------------------------------- | ---------- | -------------------------------------- | ---------------- | --------------------------------- | ------------------ | ------------------------------------------- |
| Le Val-d'Ajol (bureau centralisateur) | 88487      | CC de la Porte des Vosges Méridionales | 73,33            | 3 873 (2022)                      | 53                 | modifier les données · modifier les données |
| Bellefontaine                         | 88048      | CA d'Épinal                            | 39,11            | 959 (2022)                        | 25                 | modifier les données · modifier les données |
| La Chapelle-aux-Bois                  | 88088      | CA d'Épinal                            | 30,65            | 672 (2022)                        | 22                 | modifier les données · modifier les données |
| Charmois-l'Orgueilleux                | 88092      | CA d'Épinal                            | 35,92            | 584 (2022)                        | 16                 | modifier les données · modifier les données |
| Le Clerjus                            | 88108      | CA d'Épinal                            | 32,93            | 463 (2022)                        | 14                 | modifier les données · modifier les données |
| Dounoux                               | 88157      | CA d'Épinal                            | 9,23             | 871 (2022)                        | 94                 | modifier les données · modifier les données |
| Fontenoy-le-Château                   | 88176      | CA d'Épinal                            | 38,13            | 499 (2022)                        | 13                 | modifier les données · modifier les données |
| Girmont-Val-d'Ajol                    | 88205      | CC de la Porte des Vosges Méridionales | 16,67            | 256 (2022)                        | 15                 | modifier les données · modifier les données |
| Grandrupt-de-Bains                    | 88214      | CC Les Vosges Côté Sud-Ouest           | 3,60             | 70 (2022)                         | 19                 | modifier les données · modifier les données |
| Gruey-lès-Surance                     | 88221      | CA d'Épinal                            | 27,10            | 210 (2022)                        | 7,7                | modifier les données · modifier les données |
| Hadol                                 | 88225      | CA d'Épinal                            | 49,05            | 2 331 (2022)                      | 48                 | modifier les données · modifier les données |
| La Haye                               | 88236      | CA d'Épinal                            | 7,34             | 134 (2022)                        | 18                 | modifier les données · modifier les données |
| Montmotier                            | 88311      | CA d'Épinal                            | 4,24             | 34 (2022)                         | 8,0                | modifier les données · modifier les données |
| Plombières-les-Bains                  | 88351      | CC de la Porte des Vosges Méridionales | 27,20            | 1 571 (2022)                      | 58                 | modifier les données · modifier les données |
| Trémonzey                             | 88479      | CA d'Épinal                            | 9,07             | 235 (2022)                        | 26                 | modifier les données · modifier les données |
| Uriménil                              | 88481      | CA d'Épinal                            | 15,62            | 1 326 (2022)                      | 85                 | modifier les données · modifier les données |
| Uzemain                               | 88484      | CA d'Épinal                            | 27,30            | 1 050 (2022)                      | 38                 | modifier les données · modifier les données |
| Vioménil                              | 88515      | CC Les Vosges Côté Sud-Ouest           | 23,59            | 153 (2022)                        | 6,5                | modifier les données · modifier les données |
| La Vôge-les-Bains                     | 88029      | CA d'Épinal                            | 44,09            | 1 556 (2022)                      | 35                 | modifier les données · modifier les données |
| Les Voivres                           | 88520      | CA d'Épinal                            | 12,81            | 285 (2022)                        | 22                 | modifier les données · modifier les données |
| Xertigny                              | 88530      | CA d'Épinal                            | 50,25            | 2 572 (2022)                      | 51                 | modifier les données · modifier les données |
| Canton du Val-d'Ajol                  | 8816       |                                        | 577,23           | 19 704 (2022)                     | 34                 | modifier les données                        |

## Démographie
En 2022, le canton comptait 19 704 habitants, en évolution de −3,01 % par rapport à 2016 (Vosges : −2,96 %, France hors Mayotte : +2,11 %).
| 2013   | 2018   | 2022   |
| ------ | ------ | ------ |
| 20 770 | 20 080 | 19 704 |